# Distretto di Nkwanta
Il distretto di Nkwanta (ufficialmente Nkwanta District, in inglese) era un distretto della Regione del Volta del Ghana.
Nel 2008 è stato soppresso, il territorio è stato suddiviso nei distretti di Nkwanta Sud (capoluogo: Nkwanta) e Nkwanta Nord (capoluogo: Kpassa). 